# Lorenzo Francesco Lonigo
Francesco Lorenzo (Padova, 1866 – Gardone Riviera, dicembre 1935) è stato un politico italiano, fu Presidente dell'Ospedale Giustinianeo del 1910 al 1919 e Podestà di Padova dal 1931 al 1935.

## Biografia
Di nobile famiglia, laureato in legge nel 1889, dedicherà la sua vita ad amministrare i propri beni, ma soprattutto ad onorare gli incarichi pubblici che, come consuetudine dell'epoca senza alcun rimborso, gli venivano attribuiti. Soprintendente delle scuole comunali fino al 1894, il 18 agosto 1895 diverrà sindaco di Mestrino (Pd) per poi dal 22 luglio 1912 fino a tutto il 1919 essere Presidente dell'Ospedale Civile di Padova con una ottima amministrazione nel periodo della Grande Guerra.
Tornerà all'incarico di podestà di Mestrino il 14 maggio 1926  e da quell'anno pure Presidente del Circolo del Casino Pedrocchi di Padova, Consigliere della Fondazione Breda ed infine dal luglio 1931 al giugno 1935 Podestà della città di Padova con il Partito Nazionale Fascista. Realizzerà in questi anni le più importanti opere per Padova di tutto il ventennio. A seguito del suo matrimonio con la baronessa  Emma-Margherita De Zigno divenne il genero di Achille De Zigno, famoso paleontologo anch'egli ex Podestà di Padova sotto il governo Austriaco.